# Horacio Romo
Horacio Romo (* 30. Oktober 1973 in Buenos Aires) ist ein argentinischer Bandoneonist und Tango-Musiker.

## Leben und Wirken
Romo hatte ab dem neunten Lebensjahr Bandoneonunterricht bei Marcos Madrigal und Julio Pane. Er arbeitete u. a. mit Julio Iglesias und Lalo Schifrin zusammen und begleitete die Sänger Roberto Goyeneche und Hugo Marcel. Er gehörte den Orchestern von Julián Plaza, Horacio Salgán, Antonio Agri, Walter Ríos, Atilio Stampone und Raúl Garello an und führte Astor Piazzollas Bandoneonkonzert mit dem Oregon Symphonic Orchestra, dem Los Angeles Symphonic Orchestra, dem London Philharomic Orchestra und den Sinfonieorchestern von Auckland und Lima auf.
Seit 1996 ist er Bandoneonist des Cristian Zárate Sexteto, mit dem er u. a. die CD Evolución Tango aufnahm. Weiterhin ist er Mitglied des Quinteto de la Fundación Piazzolla, der Selección Nacional de Tango, des Quinteto de José Colángelo und der Ensemble von Leopoldo Federico und Juan de Dios Filiberto sowie Leiter und Erster Bandoneonist des Sexteto Mayor. Mit Erfolg veröffentlichte er das eigene Album Timeless Tango.